# Aguilar de Codés
Aguilar de Codés (baszkul: Aguilar Kodes, ami szintén hivatalos elnevezés) település Spanyolországban, Navarra autonóm közösségben. Aguilar de Codés Aras, Azuelo, Cabredo, Genevilla, Marañón, Campezo-Kanpezu, Viana, Oyón-Oion és Lapoblación községekkel határos. Lakosainak száma 75 fő (2024).

## Népesség
A település népessége az elmúlt években az alábbi módon változott:
| Lakosok száma | 101  | 111  | 110  | 108  | 102  | 94   | 72   | 67   | 76   | 75   |
|               | 2001 | 2004 | 2007 | 2009 | 2012 | 2014 | 2017 | 2019 | 2022 | 2024 |